# آيت اعلي أو حدوا (آيت السمح)
آيت اعلي أو حدوا هو دُوَّار يقع بجماعة ألميس مرموشة، إقليم بولمان، جهة فاس مكناس في المملكة المغربية. ينتمي الدوّار لمشيخة آيت السمح التي تضم 4 دواوير. يقدر عدد سكانه بـ 454 نسمة حسب الإحصاء الرسمي للسكان والسكنى لسنة 2004.

## وصلات خارجية
- البوابة الوطنية للجماعات الترابية
- المندوبية السامية للتخطيط